# Misumena fidelis
Misumena fidelis là một loài nhện trong họ Thomisidae.
Loài này thuộc chi Misumena. Misumena fidelis được Richard C. Banks miêu tả năm 1898.